# Román Shliákov
Román Nicoláyevich Shliákov, también transliterado internacionalmente como Schliakov o Sljakov (en ruso: Роман Николаевич Шляков; 20 de junio de 1912-San Petersburgo, 27 de marzo de 1999) fue un naturalista, fitogeógrafo, explorador, botánico, taxónomo, briólogo y profesor ruso. Es principalmente conocido por su exploración del extremo Oriente ruso y de Siberia.

## Biografía
En 1933 se graduó en la Facultad de Biología de la Universidad Estatal de Leningrado. Después de la universidad trabajó en la gestión del territorio de Arcángel, como geobotánico y luego en la expedición del Norte de los Urales.
En ese momento Shliákov comenzó a estudiar líquenes y briófitas. Trató de identificar los musgos a campo y luego pasadas las vacaciones en Leningrado comprobaba sus identificaciones bajo la supervisión de la profesora Lidia Ivánovna Savich Liubítskaya. A principios de 1941, antes de la Segunda Guerra Mundial, fue invitado al Departamento de criptógamas del Instituto Botánico Komarov como miembro de la comunidad científica. La guerra interrumpió su actividad científica y en 1942 completó su entrenamiento en el ejército, sirviendo en el Ejército soviético como teniente de artillería antiaérea en Vóljov, Leningrado y frentes ucranianos.
Después de la desmovilización en 1947 regresó al Instituto Botánico Komarov y completó su investigación de posgrado supervisado por la Dra. Lidia Ivánovna Savich Liubítskaya.
Estudió la brioflora de las montañas Jibiny (óblast de Múrmansk) y en 1950 defendió su tesis de Ph.D. (candidato al Grado) en botánica. Poco después se trasladó al Jardín Botánico Ártico-Alpino de Tromsø, región donde trabajó durante 35 años.
Publicaba habitualmente en Novosti Sistematiki Nizaikh Rastenii.

## Algunas publicaciones
- 1998. Два но-вых таксона мохообразных с Южного Урала и Ал-тая. – [Two new taxa of bryophytes from the South Urals and Altai] Новости сист. низш. раст. [Novosti Sist. Nizsh. Rast.] 32: 180-183

- 1998. On the Lophozia groenlandica (Nees) Macoun (Hepaticae). Arctoa 7: 191-196

- 1995. The systematics of the genera Drepanocladus (C.Müll.) G.Roth s. l. Evansia 12 (4): 135-143

- 1995. О видо-вом составе некоторых родов семейства Amblystegiaceae G.Roth. в Арктике России. – [On species composition of some genera of Amblystegiaceae G. Roth in the Russian Arctic] Проблемы изучения биологи-ческого разнообразия водорослей, грибов и мохооб-разных Арктики: Тезисы докл. Межд. конф., СПб [Abstr. conf. “Problemy izycheniya biologicheskogo raznoobrasiya vodoroslei, gribov i mokhoobraznykh Arctiki”, St.-Peterburg]: 59

- La abreviatura «Schljakov» se emplea para indicar a Román Shliákov como autoridad en la descripción y clasificación científica de los vegetales.[3]